# دوروتی ابوت
دوروتی ابوت (انگلیسی: Dorothy Abbott; ‏۱۶ دسامبر ۱۹۲۰ – ۱۵ دسامبر ۱۹۶۸) یک هنرپیشه اهل ایالات متحده آمریکا بود.

## زندگی حرفه ای
ابوت در کانزاس سیتی، میسوری متولد شد او قبل از ورود به سینما، برای کسب تجربه در تئاترهای کوچک کار می‌کرد.او در بسیاری از فیلم‌های دهه ۱۹۴۰ و ۱۹۶۰ به عنوان بازیگر دیگری ظاهر شد در لاس وگاس استریپ, من را به عنوان دختر بازوی طلایی می شناسند. همانطور که من به عنوان مهمان افتخار در ظاهر شد تئاتر برای فورد تلویزیون، و آن را به بور و دراژانت به عنوان آن بیکر، دوست گروهبان جو فردای، و هنگامی که شما کار به عنوان یک بازیگر پیدا کنید، او یک مدل کار کرد و فروش املاک و مستغلات.

## گزیده فیلمشناسی
از فیلم‌ها یا برنامه‌های تلویزیونی که وی در آن نقش داشته‌است می‌توان به آثار زیر اشاره کرد.
- لبه تیغ (فیلم ۱۹۴۶) (۱۹۴۶)
- زنان کوچک (فیلم ۱۹۴۹) (۱۹۴۹)
- دختر نپتون (۱۹۴۹)
- آنی تفنگت را می‌گیرد (۱۹۵۰)
- زندگی خودش (۱۹۵۰)
- داستان لاس وگاس (فیلم) (۱۹۵۲)
- هیچ شغلی مثل نمایش نیست (۱۹۵۴)
- دوستم داشته باش یا ترکم کن (۱۹۵۵)
- شورش بی‌دلیل (۱۹۵۵)
- یاران (فیلم ۱۹۵۶) (۱۹۵۶)
- جدال در اوکی کرال (فیلم) (۱۹۵۷)
- راک در زندان (فیلم) (۱۹۵۷)
- آرام جنوبی (فیلم ۱۹۵۸) (۱۹۵۸)
- عیالوار (فیلم ۱۹۵۸) (۱۹۵۸)
- آپارتمان (فیلم ۱۹۶۰) (۱۹۶۰)
- لمس سمور (۱۹۶۲)